# Birgit von Lemm

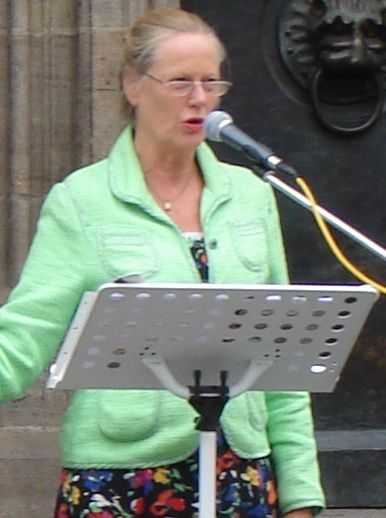
Birgit von Lemm als Rednerin auf einer Lebensrechtskundgebung vor der Lorenzkirche in Nürnberg (Juli 2012)

Birgit von Lemm (* 22. Dezember 1953 in Freiburg im Breisgau) ist eine Kunstmalerin, deren Werke häufig einen biblischen Hintergrund haben. Zu ihren Kunstformen gehören vor allem die Seidenmalerei, aber auch Aquarelle, Wandmalerei, Leinwandbilder, Kreidezeichnungen usw. Bekannt ist die Künstlerin unter anderem für ihre „Wendebilder“ aus Holz. Sie zeigen auf zwei Seiten unterschiedliche Aspekte einer Szene oder eines Sachverhalts. Sie experimentiert darüber hinaus mit unterschiedlichen Materialien, um ihrer Botschaften Ausdruck zu verleihen, so präsentierte sie in der Mühlhäuser Synagoge ein Bild, in das sie ein Spiegelfragment einer Holocaustüberlebenden integriert hat.
In ihren Werken thematisiert von Lemm biblische Themen wie die Schöpfung, Lebensrecht, oder jüdische Kultur, wobei ihre „Einfühlsamkeit … in den hebräischen Glauben“ gewürdigt wird.
Öffentlich stellt Lemm seit 2008 aus.

## Ausstellungen (Auswahl)
- La Villa in Augsburg (2013): Elemente
- Seehaus Friedberg in Friedberg (2013): Blumen oder Liebe – Lust – Leidenschaft & Zärtlichkeit
- MAMO-Lounge in Augsburg (2013): Spiegelbild
- Neues Rathaus in Nürnberg (2012): Heilig ist der Herr
- Jüdische Gemeinde Bernau bei Berlin (2012): Auf! Lasst uns Gott loben
- Kinderklinik Hallerwiese in Nürnberg (2012): Geborgenheit bringt Entfaltung
- Bavaria Business Center Langweid Foret (2011): Zwischen Himmel und Erde
- Stadttheater Augsburg 2010: Bilder zur „Woche der Brüderlichkeit“
- Hochschule Augsburg (2010): Wüstenzeit
- Café Neptun an der Fuggerei in Augsburg (2010): Engel